# أبيس 3
قرية أبيس 3 هي إحدى القرى التابعة لمركز كفر الدوار في محافظة البحيرة في جمهورية مصر العربية. حسب إحصاءات سنة 2006، بلغ إجمالي السكان في أبيس 3 12705 نسمة، منهم 6488 رجل و6217 امرأة.